# Johann Josef Brammertz
Johann Josef Brammertz (* 5. Juni 1668 in Kornelimünster; † 12. März 1729 ebenda) war ein deutscher Orgelbauer und Begründer der Orgelwerkstatt Brammertz-Gillmann.

## Leben
Er wuchs als Kind von Johann Brammertz und Anna Lovius, Nichte des Kölner Universitätsrektors Wilhelm Lovius, in Kornelimünster bei Aachen auf und lernte das Orgelbauerhandwerk. 1701 baute er seine erste Orgel für die Evangelische Kirche im Vogelsang zu Stolberg. Es folgte der Bau weiterer Orgeln in der Umgebung von Kornelimünster.
Mit seiner Frau Elisabeth Wolff hatte er 1697 eine Tochter, Maria Elisabeth, bekommen. Diese heiratete 1714 seinen Mitarbeiter Laurenz Gillmann und bekam mit ihm 13 Kinder.

## Nachfolge
1729 übernahm Laurenz Gillman die Werkstatt und stellte die noch von seinem Schwiegervater begonnene Orgel der evangelischen Kirche auf dem Finkenberg fertig. Er hatte gute Kontakte zur höheren Geistlichkeit der Reichsabtei Kornelimünster und betreute vermutlich auch die alte Orgel der Klosterkirche. 1738 reparierte er die Orgel der reformierten Gemeinde Düren. Seine weitere Orgelbautätigkeit ist noch wenig erforscht. Er starb am 27. Juli 1740.
Johann Theodor Gillmann, sein 1715 geborener ältester Sohn, erbte die Werkstatt. Mit seinem Bruder Antonius führte er sie zu neuer Blüte und baute viele Orgeln im Aachener Raum. Ihr Hauptwerk ist die 1763 im Auftrag des Abtes Karl Ludwig von Sickingen-Ebernburg erbaute neue Orgel der Abteikirche zu Kornelimünster nach Plänen des Architekten Johann Josef Couven. Im Jahre 1963, genau 200 Jahre später wurde diese Orgel von Hubert und Eduard Brammertz mit der Schreinerei Brammertz restauriert. Dabei wurde in der Orgel eine Wachsrolle der Erbauer gefunden.
Der Stammbaum der Familie Brammertz reicht zurück bis ins Jahr 1616 mit Albert Brammertz, der ebenfalls Orgelbauer und Schreiner in Kornelimünster war. Heute werden in der Schreinerei Brammertz keine Orgeln mehr gebaut oder restauriert.

## Schreiner Dynastie in Kornelimünster
- um 1616 Albert Brammertz - Orgelbauer und Schreiner Kornelimünster
- um 1640 Johannes Brammertz - Orgelbauer und Schreiner Kornelimünster
- um 1672 Johann Brammertz  - Schreiner Kornelimünster
- um 1721 Jakob Brammertz - Schreiner Kornelimünster
- um 1764 Baltasar Brammertz - Schreiner Kornelimünster
- um 1768 Bartolomäus Brammertz - Schreiner Kornelimünster
- um 1820 Gottfried Brammertz - Schreiner Kornelimünster
- geboren 1849 Eduard Matthias Brammertz - Landwirt & Schreiner Krauthausen
- geboren 1883 Josef Matthias Brammertz - Schreiner Krauthausen, Gründer der Schreinerei Brammertz in Aachen
- geboren 1921 Hubert Brammertz - Schreiner Kornelimünster, Schreinerei Brammertz 2. Generation
- geboren 1950 Eduard Brammertz - Schreiner Kornelimünster, Schreinerei Brammertz 3. Generation
- geboren 1986 Max Brammertz - Schreiner Kornelimünster, Schreinerei Brammertz 4. Generation

## Werke

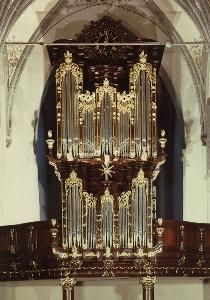
Gillmann-Orgel in Kornelimünster

### Orgeln von Johann Josef Brammertz
- 1701 Evangelische Kirche im Vogelsang zu Stolberg (Prospekt noch erhalten)
- 1718 Orgelkasten für das Kloster Marienthal
- 1727 Franziskanerklosters Lechenich (12 Register mit angehängtem Pedal, später nach Weilerswist versetzt und 1860 vergrößert).
- 1728 Katholische Pfarrkirche Brühl (12 Register, 1804 nach Sinndorf versetzt)
- 1730 Evangelischen Kirche auf dem Finkenberg zu Stolberg (14 Register)

### Orgeln von Johann Theodor Gillmann
- 1744 Kirche in Raeren
- 1763 Abteikirche zu Kornelimünster (19 Register auf zwei Manualen mit angehängtem Pedal)
- 1764 Katholische Kirche in Stolberg (10 Register mit angehängtem Pedal)
- 1766 Nikolauskirche in Brüggen (12 Register und 9 Register im Positiv, hinterspieliges Brüstungsinstrument)